# Paige O'Hara

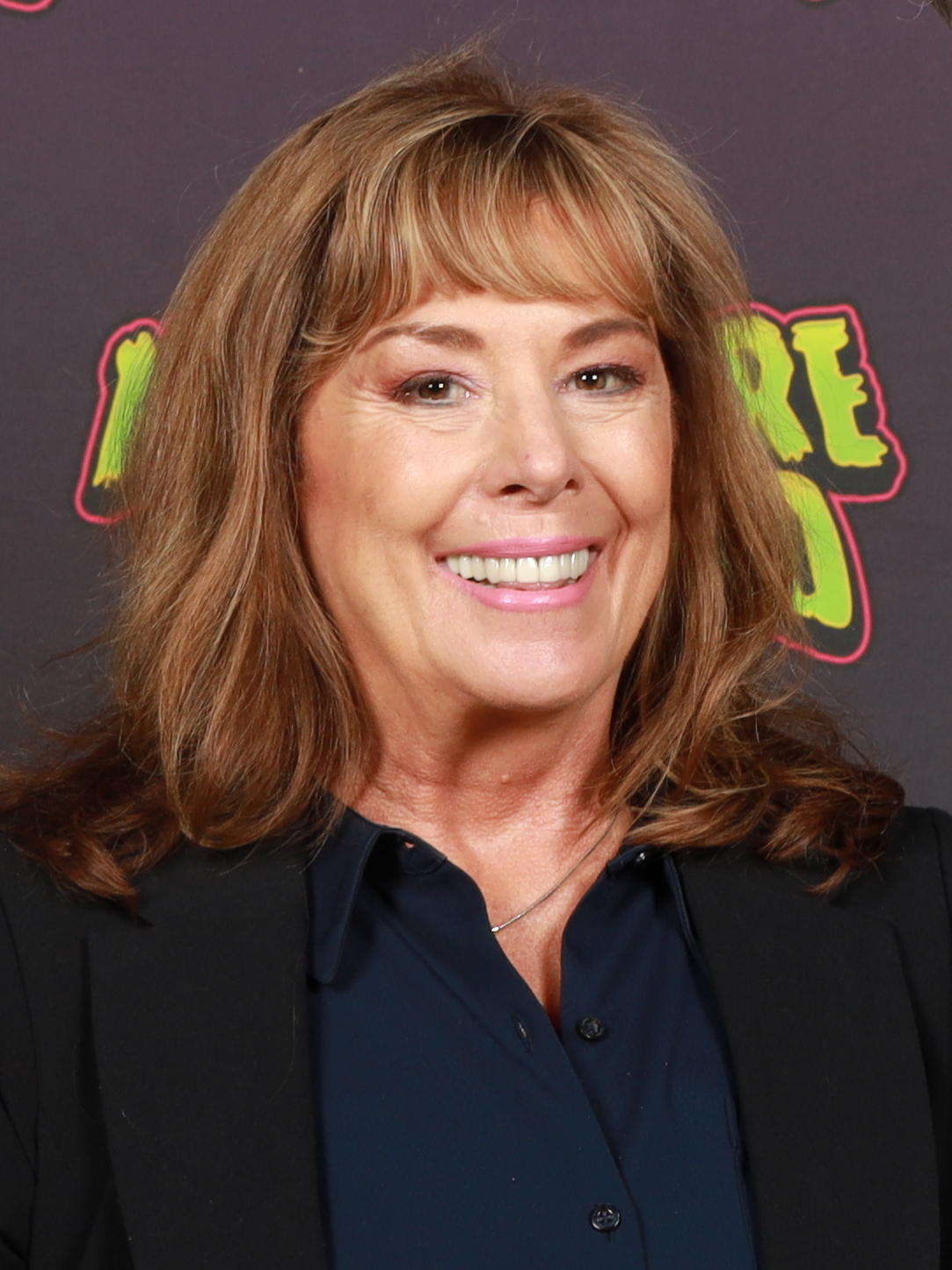
Paige O'Hara in 2024

Paige O'Hara is een Amerikaanse actrice, zangeres en schilderes. O'Hara begon haar carrière als Broadway-actrice in 1983 toen ze Ellie May Chipley speelde in de musical Showboat. In 1991 maakte ze haar filmdebuut in Disney's Belle en het Beest, waarin ze de stem insprak van hoofdpersonage Belle. Na het succes van deze film hernam O'Hara haar rol als Belle in de twee vervolgfilms Belle en het Beest: Een Betoverd Kerstfeest (1997) en Belle's Wonderijke Verhalen (1998), en voor een gastoptreden in Ralph Breaks the Internet (2018).

## Vroege leven
O'Hara begon op vierjarige leeftijd met acteren en volgde acteerlessen in haar thuisstaat Florida. Pas toen ze 12 jaar oud was ontwikkelde ze interesse in zingen en schreef ze zich in voor een middelbare school voor uitvoerende kunsten. O'Hara noemt de Amerikaanse actrice en zangeres Judy Garland als een van haar idolen.

## Carrière

### Broadway en toneel
O'Hara maakte haar eerste optreden op het Broadway-toneel als Ellie May Chipley in de heropleving van Showboat in 1983, met Donald O'Connor in de hoofdrol. Ze herhaalde de rol voor de productie van de Houston Grand Opera in 1989 en ging hier mee door toen de show werd verplaatst naar het Cairo Opera House in Egypte. Ze werkte ook mee aan muziekopname van de musical, samen met Jerry Hadley, Frederica von Stade en Teresa Stratas, onder leiding van John McGlinn. Deze opname kreeg in 1989 een nominatie voor een Grammy.
Haar andere Amerikaanse toneelcredits omvatten de titelrol in The Mystery of Edwin Drood (Broadway en nationale tournee) en Ado Annie in een nationale tournee van Oklahoma!, geregisseerd door William Hammerstein. In 1995 sloot ze zich aan bij de Broadway-productie van Les Misérables, waarin ze de rol van Fantine speelde.
Internationaal vertolkte O'Hara de rol van Nellie Forbush in South Pacific.
In april 2011 speelde O'Hara de rol van Judy Garland in From Gumm to Garland: JUDY, The Musical in het Tempe Center for the Arts in Tempe, Arizona.

### Overgang naar film en Belle en het Beest
Als lange tijd was O'Hara fan van Walt Disney Pictures. Ze deed auditie voor Belle en het Beest op 35-jarige leeftijd nadat ze over de film had gelezen in The New York Times.
In seizoen 2 van The Legend of Prince Valiant had O'Hara een terugkerende rol als Prinses Aleta.
O'Hara speelde ook de rol van Venus in de uitvoering van Kurt Weills One Touch of Venus.
Als eerbetoon aan haar Belle-personage uit Belle en het Beest, vertolkte ze Angela, een personage in een fictieve soapserie, voor Disney's film Enchanted uit 2007.
Voor haar werk als Belle werd O'Hara geëerd met een Disney Legend Award op 19 augustus 2011.
Vanaf 2011 werd O'Hara vervangen door Julie Nathanson als de stem van Belle vanwege de aanzienlijke verandering in haar stem gedurende twintig jaar. Desondanks schildert ze nog steeds Belle voor Disney Fine Art en blijft ze ook promotionele optredens doen voor Disney. In 2016 verscheen O'Hara bij tal van speciale vertoningen van Belle en het Beest ter ere van de 25e verjaardag van de film. O'Hara hernam haar rol als Belle in de film Ralph Breaks the Internet uit 2018 en korte film Once Upon a Studio uit 2023, en ze verscheen als bibliothecaris in de tv-special Beauty and the Beast: A 30th Celebration.

## Persoonlijke leven
In mei 1980 trouwde O'Hara met acteur Lew Resseguie (3 mei 1932 - 30 juni 2019). Ze ontmoetten elkaar in 1979 tijdens een optreden in Fiorello! van het Paper Mill Playhouse. Ze gingen later uit elkaar.
O'Hara is sinds 1990 getrouwd met acteur Michael Piontek.